# Дни архитектуры в Москве
«Дни архитектуры в Москве» — фестиваль архитектуры, проводимый в Москве два раза в год (в апреле и октябре) с октября 2008 Агентством P-Arch. Особенностью фестиваля является показ архитектуры «живьём» в формате экскурсий. Экскурсоводами выступают профессионалы — архитекторы, девелоперы и критики. Задачей фестиваля организаторы заявляют: «повышение интереса общества к достижениям, проблемам и истокам современной архитектуры, презентацию и интерпретацию архитектуры, выявление сценариев развития города». Кураторы Дней архитектуры — Наталия Алекеева и Александр Змеул.

## Основные форматы Дней Архитектуры
- пешие, автобусные и велосипедные экскурсии по объектам архитектуры;
- посещение новых объектов вместе с архитекторами и заказчиками в рамках проекта «Свобода Доступа»;
- визиты в архитектурные мастерские;
- художественные акции;

## Первые Дни архитектуры, 4-14 октября 2008
Дни архитектуры, приуроченные к международному дню архитектуры, впервые заявили о себе. Дни открылись автобусной экскурсией «Топ-20. Лучшие здания Москвы за последние 5 лет». На автобусных экскурсиях был представлен срез архитектуры последних лет, архитекторы и девелоперы провели экскурсии на такие новые объекты как башня «Федерация», «Фьюжн парк», «Метрополис». Сценарии взаимодействия старой и новой архитектуры были представлены на примерах советской архитектуры (Новокировский проспект) и индустриального наследия (промзона «Курская» и центр Artplay). Стратегические партнёры — ABD Architects, Mirax, «Интеко», Art play на Яузе.

## Вторые Дни Архитектуры, 3-12 апреля 2009
Вторые Дни архитектуры проходили под девизом «Архитектура здесь!». Программа фестиваля заметно расширилась. Прошли традиционные экскурсии, посвящённые новейшей московской архитектуре. Совместно с Денисом Ромодиным (проект"СовАрх") и клубом «Новая Москва» была представлена обширная программа, охватывающая разные периоды советской архитектуры. Также была подготовлена специальная программа для детей и подростков — экскурсии, познавательные встречи, мастер-классы. Новым форматом вторых Дней архитектуры стало посещение московских архитектурных мастерских («Сергей Киселёв и партнёры» и BuroMoscow). Был представлен проект «Архитектурная библиотека» — фонд книг и журналов по архитектуре и краеведению, формируемый Агентством P-Arch и передаваемый библиотекам, входящим в Централизованную библиотечную систему № 3 ЦАО г. Москвы, прежде всего «Добролюбовке» — Центральной библиотеке № 36 им. Н. А. Добролюбова. Стратегический партнер — Mozaik Development.

## Третьи Дни архитектуры, 2-12 октября 2009
Тема этих дней, предложенная Международным союзом архитекторов — «Энергия архитекторов против глобального кризиса». Было представлено несколько показательных примеров, демонстрирующих, как борются с кризисом застройщики, что предлагают архитекторы и как это отразится на облике Москвы. Были представлены новые объекты — учебный театр ГИТИС: посёлок «Smartville» и музей «Автовилль». Получили развитие традиционные форматы — посещение архитектурных мастерских (их стало уже 4 — Мастерская А. Асадова, Бюро «Слобода», ДНК, «ArchPole») и программа, посвящённая советской архитектуре (пешеходные экскурсии «Ломоносовский проспект и окрестности» и «ДК ЗИЛ и окрестности», велоэкскурсия по архитектуре 1920-30-х годов, семинар «Архитектурная политика и политическая архитектура»). Стратегические партнеры — Mozaik Development и «Интеко».

## Четвёртые Дни архитектуры, 6-11 апреля 2010
Темой фестиваля стало «Качество жизни». В рамках автобусной экскурсии «Новая общественная архитектура» были представлены постройки, которые делают город городом.
Популярным мероприятием стала экскурсия «Архитектурные стили Москвы», в доступном формате представившая три века московской архитектуры на примере одного района. Снова открыли свои двери архитектурные мастерские (SPeeCH, «Атриум» и дизайн- издательство SmartBalls) и прошли экскурсии по советской архитектуре (Песчаные улицы и Сталинские высотки).

## Пятые Дни архитектуры, 9-17 октября 2010
Темой пятых Дней архитектуры стал девиз «Лицом к человеку». В программу фестиваля вошли экскурсии в новые жилые комплексы Эдальго и Wellton Park, офисное здание на Ленинском проспекте и на выставку технологий малоэтажного строительства «Свой дом». В рамках авторской автобусной экскурсии Дениса Ромодина и Натальи Алексеевой «Большая Ленинградка» была показана история развития одной из самых важных городских магистралей. Новая архитектура города была обзорно показана на автобусных экскурсиях «10-10», а также на экскурсии по объектам мастерской «Сергей Киселёв и партнёры», посвящённой памяти Сергея Киселёва. Программу дополнили традиционные визиты в архитектурные мастерские (ABD Architects и Институт медиа, архитектуры и дизайна «Стрелка»). Стратегические партнёры — «Mozaik Development», концерн «Крост» и архитектурная мастерская «SPEECH Чобан & Кузнецов».

## Шестые Дни архитектуры, 6-14 октября 2012
Центральным событием шестых «Дней архитектуры в Москве» стал цикл экскурсий «Public Arch. Общественные здания и пространства» проекта «Свобода Доступа». Архивная копия от 1 июня 2013 на Wayback Machine Также в рамках фестиваля были организованы пешие, автобусные и велосипедные архитектурные экскурсии по старой и новой архитектуре и визиты в архитектурные мастерские. Совместно с официальным партнёром — компанией «Rose Group» состоялась пешеходная экскурсия по «Золотой миле» — Бутиковскому и Молочному переулкам, настоящему центру современной архитектуры. Архитекторы «ABD Architects» провели монографическую экскурсию по своим постройкам. Только что построенный в районе Гоголевского бульвара клубный Дом «Афанасьевский» представил экскурсию по самым традиционным московским местам — переулкам Арбата, в рамках которой можно было увидеть пять веков московской архитектуры.
Международная неправительственная организация «DOCOMOMO» провела цикл лекций и экскурсий «Всё об авангарде». Свои мероприятия представили архитектурная школа МАРШ (презентация школы), книжный магазин-лекторий «Читалкафе» (лекции) и детская библиотека № 23 им. Горького (детский праздник).